# Comuna Grebănu, Buzău
Grebănu este o comună în județul Buzău, Muntenia, România, formată din satele Grebănu (reședința), Homești, Livada, Livada Mică, Plevna și Zăplazi.

## Așezare
Comuna se află în nordul județului, în apropiere de Râmnicu Sărat, în zona primelor dealuri ale Subcarpaților Curburii și a unei câmpii piemontane dintre cursul Câlnăului și cel al Râmnicului Sărat. Comuna este străbătută de șoseaua județeană DJ203A, care leagă municipiul Râmnicu Sărat (DN2) de Murgești, în valea Câlnăului.

## Demografie
Componența etnică a comunei Grebănu
     Români (91,29%)
     Romi (1,01%)
     Alte etnii (0%)
     Necunoscută (7,7%)
Componența confesională a comunei Grebănu
     Ortodocși (91,85%)
     Alte religii (0,31%)
     Necunoscută (7,83%)
Conform recensământului efectuat în 2021, populația comunei Grebănu se ridică la 5.144 de locuitori, în scădere față de recensământul anterior din 2011, când fuseseră înregistrați 5.319 locuitori. Majoritatea locuitorilor sunt români (91,29%), cu o minoritate de romi (1,01%), iar pentru 7,7% nu se cunoaște apartenența etnică. Din punct de vedere confesional, majoritatea locuitorilor sunt ortodocși (91,85%), iar pentru 7,83% nu se cunoaște apartenența confesională.

## Politică și administrație
Comuna Grebănu este administrată de un primar și un consiliu local compus din 15 consilieri. Primarul, Vasile Iftinoiu[*], de la Partidul Social Democrat, este în funcție din 1 noiembrie 2024. Începând cu alegerile locale din 2024, consiliul local are următoarea componență pe partide politice:
|  | Partid                    | Consilieri | Componența Consiliului | Componența Consiliului | Componența Consiliului | Componența Consiliului | Componența Consiliului | Componența Consiliului | Componența Consiliului | Componența Consiliului | Componența Consiliului | Componența Consiliului | Componența Consiliului |
|  | ------------------------- | ---------- | ---------------------- | ---------------------- | ---------------------- | ---------------------- | ---------------------- | ---------------------- | ---------------------- | ---------------------- | ---------------------- | ---------------------- | ---------------------- |
|  | Partidul Social Democrat  | 11         |                        |                        |                        |                        |                        |                        |                        |                        |                        |                        |                        |
|  | Partidul Național Liberal | 4          |                        |                        |                        |                        |                        |                        |                        |                        |                        |                        |                        |

## Istorie
La sfârșitul secolului al XIX-lea, comuna făcea parte din plasa Râmnicul de Sus a județului Râmnicu Sărat și era formată din cătunele Grebănu, Homești, Herăști, Fântâna Turcului și Zăplazi, având în total 2397 de locuitori. În comună funcționau o școală mixtă cu 104 elevi înființată în 1876 de Mihai Negru, și 4 biserici ortodoxe (două în Grebănu: datând din 1807 și alta din 1884, ambele zidite de familia marelui logofăt Costache Șuțu; o a treia la Homești, zidită la 1818 de Vlad Periețeanu și a patra la Herăști, zidită de localnici în 1802). Pe teritoriul actual al comunei era organizată atunci și comuna Putreda, cu satele Putreda Mică și Putreda Mare (astăzi, Livada Mică și Livada), cu 1022 de locuitori. În comuna Putreda funcționau o școală mixtă cu 64 de elevi și două biserici, dintre care una de lemn datând din 1794, construită de Ioan Peticanu, și una datând din 1892. Satul Plevna făcea pe atunci parte din comuna Zgârciți, avea 198 de locuitori și în el funcționau o biserică (zidită în 1884 de Panait Iordănescu și localnici) și o școală.
În 1925, satul Cristinești din comuna Zgârciți a fost trecut la comuna Grebănu, aceasta numărând acum 3279 locuitori și fiind arondată plășii Orașul a aceluiași județ. Comuna Putreda era în aceeași plasă, formată doar din satul Putreda, cu o populație de 910 locuitori.
În 1950, autoritățile comuniste au desființat județul Râmnicu Sărat, iar comuna Grebănu a fost arondată raionului Râmnicu Sărat din regiunea Buzău și apoi (după 1952) din regiunea Ploiești. Anul 1964 a adus redenumirea comunei Putreda în Livada, și a satelor Pudreda Mare și Putreda Mică, în Livada, respectiv Livada Mică. În 1968, la o nouă reformă administrativă, comuna a fost arondată județului Buzău, primind și satul Plevna; tot atunci, satul Herăști a fost inclus în satul Homești, iar satul Cristinești a fost inclus în satul Grebănu, comuna căpătând alcătuirea actuală.

## Monumente istorice
În comuna Grebănu se află fosta mănăstire Grebănu, construită în 1843, monument de arhitectură de interes național. Ea cuprinde biserica Sfântul Nicolae, turnul clopotniță și zidurile de incintă. În rest, în comuna Grebănu se află cinci alte obiective incluse în lista monumentelor istorice din județul Buzău ca monumente de interes local, toate clasificate ca monumente de arhitectură. În satul Grebănu, se află casa Gheorghe Hodorcea (sfârșitul secolului al XIX-lea), casa Dinu Tinca (1915), casa Ruxandra Grama (1915) și casa Matei Ungureanu (1920). În satul Homești se află biserica Sfinții Voievozi, din 1822.

## Personalități
- Pimen Zainea (1929 - 2020), arhiepiscop ortodox;
- Alexandru Dobrescu (n. 1930), actor.